# Cosme Sèhlin
 (octobre 2022).
Cosme Sèhlin, décédé en 2019, est un homme politique béninois et ancien ministre du gouvernement de Mathieu Kérékou.

## Biographie

### Carrière
Cosme Sèhlin est une personnalité politique béninoise. Il entre au gouvernement de Mathieu Kérékou lors du remaniement du 5 février 2005. Il est le dernier ministre de l'Économie et des Finances de Mathieu Kérékou. 
Au lendemain de l'élection de Boni Yayi, il est poursuivi et incarcéré pour malversations financières lors de son passage au ministère dont il avait la charge,,,,,,.